# Racconigi
Racconigi (piemontiul: Racunis) település Olaszországban, Piemont régióban, Cuneo megyében. Lakosainak száma 9634 fő (2023. január 1.). Racconigi Caramagna Piemonte, Carmagnola, Casalgrasso, Cavallerleone, Cavallermaggiore, Lombriasco, Murello, Polonghera és Sommariva del Bosco községekkel határos.

## Híres Racconigiak
Francesco Imberti (1882–1967), Aosta püspöke (1932–1945) és Vercelli érsek (1946–1966).

## Népesség
A település lakossága az elmúlt években az alábbi módon változott:
| Lakosok száma | 10 013 | 9958 | 9634 |
|               | 2017   | 2018 | 2023 |